# Thiotimoline
Ne doit pas être confondu avec Thyréostimuline.
La thiotimoline est une substance chimique imaginaire, inventée par Isaac Asimov dans sa nouvelle Les propriétés endochroniques de la thiotimoline resublimée (The endochronic properties of resublimated thiotimoline - 1948), traduite dans le recueil La Mère des mondes.
Cette nouvelle pastiche une thèse de biochimie décrivant cette substance qui aurait la particularité non seulement d'être soluble dans l'eau, mais avec un temps de dissolution négatif. C'est une des formes les plus originales d'appréhender les voyages spatio-temporels.

## Nouvelles d'Asimov dans lesquelles apparaît la thiotimoline
- Les Propriétés endochroniques de la thiotimoline resublimée (1948)
- L'application micropsychiatrique de la thiotimoline (1953)
- La thiotimoline et l'âge spatial (1969)
- La Cane aux œufs d'or (recueil Histoires mystérieuses, 1969)
- Thiotimoline vers les étoiles (1972)

## Anecdote
Dans son autobiographie Moi, Asimov, l'écrivain relate avoir demandé à son éditeur de publier sous un pseudonyme sa nouvelle Les propriétés endochroniques de la thiotimoline resublimée, car, n'ayant pas encore passé ses examens pour l'obtention du Doctorat, il craignait que le jury ne tombe dessus et ne diplôme jamais un excentrique pareil. Or, l'éditeur s'est trompé et l'a publiée sous son vrai nom. Quand Asimov s'en est aperçu, il était trop tard pour changer. C'est donc avec une certaine inquiétude qu'il s'est présenté aux examens. Tout s'est bien passé jusqu'à la fin, quand le jury lui demanda : « et maintenant, parlez-nous des propriétés endochroniques de la thiotimoline resublimée ». Une décision qui glaça d'horreur le jeune Asimov. Il indique par la suite que cet échange était en fait un clin d'œil et une sorte de remerciement du jury à Asimov pour avoir porté d'une manière attrayante la science expérimentale aux yeux du grand public et peut-être suscité des vocations.

## Reprise par d'autres auteurs
- La Solution d'Asenion, nouvelle en forme de pastiche écrite par Robert Silverberg, publiée en 1989.